# Scènes de carnaval
Pour plus de détails, voir Fiche technique et Distribution.
Scènes de carnaval (De ce trag clopotele, Mitică?) est un film roumain réalisé par Lucian Pintilie, sorti en 1981.

## Synopsis
Dans une petite société bourgeoise, les personnages intriguent et connaissent des aventures amoureuses.

## Fiche technique
- Titre : Scènes de carnaval
- Titre original : De ce trag clopotele, Mitică?
- Réalisation : Lucian Pintilie
- Scénario : Lucian Pintilie
- Pays d'origine : Roumanie
- Format : Couleurs - Mono - 35 mm
- Genre : Drame
- Date de sortie : 1981

## Distribution
- Victor Rebengiuc : Pampon
- Mariana Mihut : Mita Baston
- Tora Vasilescu : Didina Mazu
- Gheorghe Dinică : Nae
- Mircea Diaconu : Iordache
- Stefan Iordache : Mitică
- Răzvan Vasilescu